# Shun'ya Suganuma
Shun'ya Suganuma (jap. 菅沼 駿哉, Suganuma Shun'ya; * 17. Mai 1990 in Toyonaka, Präfektur Osaka) ist ein japanischer Fußballspieler.

## Karriere
Shun'ya Suganuma erlernte das Fußballspielen in der Jugendmannschaft von Gamba Osaka. Hier unterschrieb er 2009 auch seinen ersten Profivertrag. Der Verein aus Suita, einer Stadt in der nördlichen Präfektur Osaka, spielte in der höchsten Liga des Landes, der J1 League. Von August 2011 bis November 2011 wurde er an den Zweitligisten Roasso Kumamoto ausgeliehen. Mit dem Verein, der in der Präfektur Kumamoto beheimatet ist, spielte er 17-mal in der zweiten Liga, der J2 League. Die Saison 2012 spielte er auf Leihbasis beim Erstligisten Júbilo Iwata in Iwata. Nach Ende der Leihe wurde er von Iwata Anfang 2013 fest verpflichtet. Ende 2013 musste er mit dem Klub in die zweite Liga absteigen. 2015 wechselte er zum Ligakonkurrenten Kyōto Sanga nach Kyōto. Für Kyōto absolvierte er 74 Zweitligaspiele. 2017 unterschrieb er einen Einjahresvertrag beim ebenfalls in der zweiten Liga spielenden Montedio Yamagata. Für Yamagata absolvierte er 40 Spiele in der zweiten Liga. 2018 nahm ihn sein ehemaliger Klub Gamba Osaka wieder unter Vertrag. Die erste Mannschaft spielte in der ersten Liga, die U23-Mannschaft spielte in der dritten Liga, der J3 League. Nach vier Jahren wechselte er im Februar 2022 zum Zweitligisten FC Machida Zelvia. Für den Klub aus Machida bestritt er 19 Zweitligaspiele. Nach der Saison wurde sein Vertrag nicht verlängert und er war von Februar 2023 bis Mitte August 2023 vertrags- und vereinslos. Am 16. August 2023 wechselte er nach Taiwan. Hier stand er bis Jahresende beim Erstligisten Taichung Futuro FC unter Vertrag. Nach vier Erstligaspielen für den Verein aus Taichung zog es ihn im Januar 2024 nach Thailand. Hier unterschrieb er in Khon Kaen einen Vertrag beim Erstligisten Khon Kaen United FC. Nach 14 Ligaspielen wechselte er im August 2024 nach Hongkong. Hier schloss er sich dem Erstligisten Hong Kong Rangers FC an. Nach acht Erstligaspielen zog es ihn im Januar 2025 nach wieder nach Thailand. Hier unterschrieb er einen Vertrag beim bei seinem ehemaligen Verein Khon Kaen United FC. Am Ende der Saison 2024/25 wurde er mit Khon Kaen Tabellenletzter und musste somit in die zweite Liga absteigen.

## Erfolge
Gamba Osaka
- Japanischer Pokalsieger: 2009
- Japanischer Vizemeister: 2010